# Margie Stewart
(Scritta su uno dei poster)
Margie Stewart (Wabash, 14 dicembre 1919 – Burbank, 26 aprile 2012) è stata una modella statunitense.
Durante la seconda guerra mondiale fu la pin-up ufficiale dell'Esercito degli Stati Uniti. Comparve su dodici poster, di cui sono stati distribuiti un totale di 94 milioni di copie. Diversamente dalle altre "ragazze da appendere" solitamente procaci e ammiccanti, fu scelta per dare il volto alla ragazza semplice e per bene, che i soldati americani al fronte immaginavano come fidanzata o moglie ideale.
La Stewart nacque a Wabash, Indiana e frequentò l'Indiana University. Diventata modella, apparve in circa 20 film della RKO Pictures, spesso in ruoli non accreditati.
Oltre ad apparire nei poster, la Stewart fece parte di un gruppo di quattro persone chiamato Bondbardiers che girò gli Stati Uniti, accompagnato da varie star di Hollywood, per promuovere la vendita di obbligazioni di guerra.
Nel 1945, girò l'Europa e fu uno dei primi civili ad entrare in Germania dopo la fine della guerra. La sua apparizione a Londra, in Hyde Park, riscosse un notevole successo.
Nel 1945, sposò Jerry Jeroske, un capitano dell'esercito. I Jeroske più tardi cambiarono il proprio cognome in Johnson. Ebbero un figlio, Stephen, e tre nipoti. Jerry Johnson morì nel 2003.

## Fonti
- (EN)   Margie Stewart, WWII Pinup Girl With Wholesome Air, Dies at 92, New York Times, 6 maggio 2012.
- (EN)   Margie Stewart, Daily Telegraph, 3 maggio 2012.